# Kougueni
Kougueni és una població de Costa d'Ivori, al nord de Dienné.
Fou considerada pels francesos la capital de Nafana, terres que formaven la base del poder de Samori Turé després de perdre la Vall del Milo.